# تاریخ الاسلام
تاریخ الإسلام ووفیات المشاهیر والأعلام مشهورترین و بزرگ‌ترین اثر شمس‌الدین ذهبی است. این کتاب از معتبرترین کتاب‌های دانشنامه‌ای عرب و دربارهٔ تاریخ و تراجم است. آن‌چنان‌که از نام کتاب برمی‌آید، کتاب دربارهٔ تاریخ اسلامی از هجرت تا سال ۷۰۰ هجری است. کتاب سه بخش کلی دارد: از هجرت تا سال ۴۰ هجری، از سال ۴۱ تا سال ۳۰۰ و از سال ۳۰۰ تا سال ۷۰۰ هجری.